# Elecciones federales de Alemania Occidental de 1987
Las elecciones federales de 1987 se llevaron a cabo el domingo 25 de enero de 1987 para elegir a los miembros del Bundestag de la Alemania occidental. Constituyeron los últimos comicios celebrados en la República Federal Alemana antes de producirse la reunificación alemana en 1990.

## Resultados
Los resultados fueron:
| Partido               | Partido                         | Lista de partido | Porcentaje de votos | Porcentaje de votos | Total de escaños | Total de escaños | Porcentaje de escaños |
| --------------------- | ------------------------------- | ---------------- | ------------------- | ------------------- | ---------------- | ---------------- | --------------------- |
|                       | Unión Demócrata Cristiana (CDU) | 13.045.745       | 34,4%               | -3,7%               | 174              | -17              | 35,0%                 |
|                       | Unión Social Cristiana (CSU)    | 3.715.827        | 9,8%                | -0,8%               | 49               | -4               | 9,9%                  |
|                       | Partido Demócrata Libre (FDP)   | 3.440.911        | 9,1%                | +2,2%               | 46               | +12              | 9,3%                  |
|                       | Partido Socialdemócrata (SPD)   | 14.025.763       | 37,0%               | -1,2%               | 186              | -7               | 37,4%                 |
|                       | Los Verdes                      | 3.126.256        | 8,3%                | +2,7%               | 42               | +15              | 8,5%                  |
|                       | Otros partidos                  | 512.817          | 1,3%                |                     | 0                |                  | 0,0%                  |
| Votos nulos/en blanco | Votos nulos/en blanco           | 357.975          | -                   | -                   | -                | -                | -                     |
| Totales               | Totales                         | 38.225.294       | 100.0%              |                     | 497              | -1               | 100,0%                |

Notas
Es importante señalar que hubo veintidós miembros del parlamento (7 SPD, 11 CDU, 2 FDP, 2 AL) en representación del Berlín Oeste que no habían sido elegidos directamente, pero que fueron enviados por el parlamento berlinés en representación de la ciudad. Todo esto se debía a la situación especial que existía por el estatus político de la antigua capital alemana y los acuerdos de las cuatro potencias aliadas tras la Segunda Guerra Mundial. A pesar de su presencia en el Bundestag, los delegados berlineses no podían participar en las votaciones del parlamento.

## Postelección
La coalición entre el CDU/CSU y el FDP se mantuvo en el gobierno con Helmut Kohl como Canciller.